# Govern provisional
Un govern provisional, també anomenat govern interí, govern d'emergència o govern de transició, és una autoritat governamental d'emergència creada per gestionar una transició política generalment en els casos de noves nacions o després del col·lapse de l'administració de govern anterior. Els governs provisionals es nomenen generalment, i sovint sorgeixen, ja sigui durant o després de guerres civils o estrangeres.
Els governs provisionals mantenen el poder fins que es pugui nomenar un nou govern mitjançant un procés polític regular, que generalment són eleccions. Poden estar implicats en la definició de l'estructura legal dels règims posteriors, les directrius relacionades amb els drets humans i les llibertats polítiques, l'estructura de l'economia, les institucions governamentals i l'alineació internacional. Els governs provisionals es diferencien dels governs provisionals, que són responsables de governar dins d'un sistema parlamentari establert i serveixen com a marcadors de posició després d'una moció de censura o després de la dissolució de la coalició governant.
Segons Yossi Shain i Juan J. Linz, els governs provisionals es poden classificar en quatre grups:
1. Governs provisionals revolucionaris (quan l'antic règim és enderrocat i el poder és del poble que l'ha enderrocat).
2. Poder compartit governs provisionals (quan el poder es reparteix entre l'antic règim i els que estan intentant canviar-lo).
3. Governs provisionals en funcions (quan el poder durant el període de transició pertany a l'antic règim).
4. Governs provisionals internacionals (quan el poder durant el període de transició pertany a la comunitat internacional).

Els primers governs provisionals foren creats en preparació per al retorn del govern reial. Les assemblees que es reunien durant la Revolució Anglesa, com ara la Irlanda Confederada (1641-1649), foren descrites com a "provisionals". La pràctica de fer ús del nom formal de "govern provisional" començà amb el govern de Talleyrand el 1814. El nombrosos governs provisionals durant les Revolucions de 1848 donaren a la paraula el seu significat modern més comú: un govern establert per a convocar a eleccions.